# 苏家塘站
苏家塘站是一个位于中华人民共和国云南省昆明市五华区莲华街道学府路与建设路交叉口东南侧地下，属于昆明地铁4号线的地铁车站，2020年9月23日启用。

## 车站结构

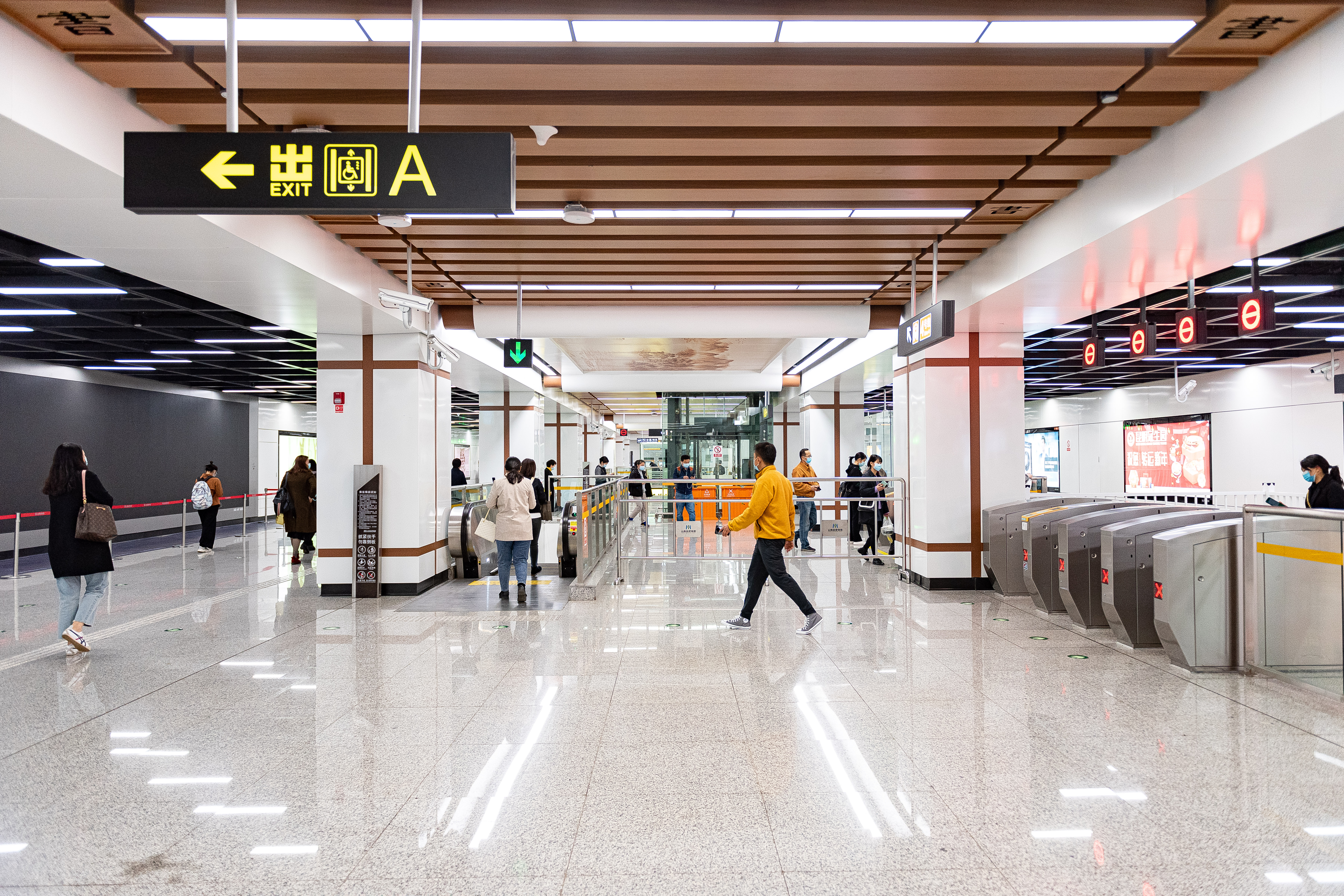
苏家塘站站厅

本站为地下两层双跨岛式车站。
| 地面层          | 出入口                          | A,C出入口                              |
| 地下一层 站厅层 | 站厅                            | 票务服务、自动售票机、安检、进出站闸机 |
| 地下二层 站台层 |                                 | █ 4号线往金川路（金鼎山北路）          |
| 地下二层 站台层 | 岛式站台，左侧開门              |                                        |
| 地下二层 站台层 | █ 4号线往昆明南火车站（小菜园） |                                        |

## 出入口
本站共设2个出入口。
|                       | 编号 | 地点                                                                                   | 建议前往的目的地 | 照片 |
| 出口 · A              |      | 建设路、云上城、万科学府、苏家塘小区、建设路半导体家园、昆明理工大学西门               |                  |      |
| 出口 · C · 升降机标志 |      | 学府路、昆明理工大学住宅区、昆明理工大学北门、虹山社区、林业小区、昆明冶金高等专科学校 |                  |      |
| 註： 設有             |      |                                                                                        |                  |      |